# Apenthecia argyrea
Apenthecia argyrea är en tvåvingeart som beskrevs av Chassagnard och Tsacas 1997. Apenthecia argyrea ingår i släktet Apenthecia och familjen daggflugor.
Artens utbredningsområde är Malawi. Inga underarter finns listade i Catalogue of Life.